# أبوفيس الثاني
أپـِپي الثاني Apepi II, (ويعرف أيضاً بأسماء: أقني إن رع أپپي Aqenienre Apepi أو أپوفيس الثاني Apophis II) كان حاكماً هكسوسياً على مصر السفلى أثناء نهاية الفترة الانتقالية الثانية، وقد كتب اسمه على تمثالين على هيئة أبي الهول للملك أمنمحات الثاني. وتمثالين للملك سمينخ كا رع.